# Гипогликемический синдром
Гипогликеми́ческий синдро́м — клинический симптомокомплекс, развивающийся вследствие дисбаланса в системе регуляции уровня глюкозы в плазме крови, приводящий к гипогликемической реакции организма. Гипогликемией принято считать снижение плазменной концентрации глюкозы до уровня ниже 2,2—2,8 ммоль/л. Наиболее часто гипогликемии развиваются в процессе лечения сахарного диабета (см. Гипогликемическая кома), однако эти состояния не включены в понятие гликемический синдром.

## Этиология и патогенез
Патогенетической основой гипогликемии является повышенный клиренс глюкозы и/или снижение поступления глюкозы в кровь. Избыточный клиренс глюкозы наиболее часто развивается при гиперинсулинизме, который подразделяется на эндогенный и экзогенный:
- причиной эндогенного гиперинсулинизма, приводящего к гликемическому синдрому, могут быть автономная секреция инсулина, а также рассогласование процессов поступления глюкозы из кишечника с секреторной реакцией β-клеток, которое, в свою очередь, может быть связано с нарушением пропульсивной и/или эндокринной функции ЖКТ, а в крайне редких случаях — с обратимым связыванием инсулина антителами (болезнь Хирата);
- причиной экзогенного гиперинсулинизма является введение инсулина или стимуляторов его секреции. Повышенный клиренс глюкозы ведёт к гипогликемии только при неадекватной продукции глюкозы печенью, которая может быть обусловлена печёночной недостаточностью, нарушением гликогенолиза в результате ферментативных дефектов (гликогенозы) или его вторичного подавления при непереносимости фруктозы, нарушением глюконеогенеза в результате недостаточности стимулирующих его гормонов, прежде всего глюкокортикоидов (надпочечниковая недостаточность), или его подавления алкоголем.

Избыточный клиренс глюкозы из плазмы крови наблюдается при её активном поглощении крупными опухолями:
- печени (синдром Вольфа — Надлера — Элиота),
- коры надпочечника (синдром Андерсона) мезенхимального происхождения (синдром Деже — Петтера), которые, кроме того, могут секретировать инсулиноподобные субстанции.

Снижение поступления глюкозы в плазму крови происходит при синдроме мальабсорбции, длительном голодании. При тяжёлой органной недостаточности большинство этапов углеводного обмена нарушены одновременно.

## Классификация
Клиническая классификация гипогликемического синдрома:
I. Тощаковая (голодовая) гипогликемия.
- А. Эндогенный гиперинсулинизм:
  - инсулинома;
  - гиперплазия инсулярного аппарата поджелудочной железы;
  - эктопическая секреция инсулина и/или инсулиноподобных факторов.
- Б. Токсическая и артифициальная гипогликемия после введения:
  - инсулина, сульфаниламидов (СА-препаратов), алкоголя;
  - пентамидина, хинина, салицилатов и других.
- В. Тяжёлая органная недостаточность (печёночная, сердечная и сепсис).
- Г. Не β-клеточные опухоли (печени, коры надпочечника, мезенхимомы).
- Е. Гипогликемия у детей: неонатальная, гликогенозы, кетогенная гипогликемия.

II. Постпрандиальная (реактивная) гипогликемия.
- А. Постпрандиальный гипогликемический синдром: при нарушении пассажа пищи по ЖКТ, идиопатический.
- Б. Дефекты ферментов углеводного метаболизма, галактоземия, непереносимость фруктозы.
- В. Аутоиммунный инсулиновый синдром (болезнь Хирата).

## Клиническая картина
Характеризуется сочетанием нейроглюкопенических и адренергических симптомов.

## Диагностика
При заболеваниях, сопровождающихся гипогликемическим синдромом, диагностических проблем обычно не возникает, поскольку в их клинической картине гипогликемический синдром отходит на второй план. Диагноз верифицируется наличием гипогликемической симптоматики, лабораторно зарегистрированной гипогликемии, которая легко купируется введением глюкозы (триада Уиппла).

## Дифференциальная диагностика
Принципиально разделение голодовой и постпрандиальной (через 2—4 часа после еды) формы гипогликемического синдрома:
- голодовая форма, в большинстве случаев, обусловлена органической патологией (инсулинома, гиперплазия инсулярного аппарата поджелудочной железы). В случае выявления голодовой гипогликемии, а также во всех сомнительных случаях пациенту показано проведение пробы с трёхдневным (72-часовым) голоданием для исключения инсулиномы;
- постпрандиальная форма гипогликемического синдрома встречается при многих состояниях, ведущей патогенетической особенностью которых является рассогласование процессов поступления глюкозы из просвета кишечника с действием факторов, регулирующих её уровень в плазме крови.

При экзогенном введении инсулина (артифициальный гипогликемический синдром) его высокий плазменный уровень будет сочетаться с отсутствием или неадекватно низким уровнем C-пептида.
Токсический гипогликемический синдром возможен на фоне передозировки сульфаниламидных препаратов, пентамидина, салицилатов, анаприлина, хинидина, галоперидола (особенно в сочетании с приёмом алкоголя), метаболиты которых могут быть определены в моче и крови.
Наибольшие затруднения вызывает диагностика постпрандиальной формы гипогликемического синдрома.
Идиопатический постпрандиальный гипогликемический синдром (то есть возникающий без видимых причин) приобретает клиническое значение, если он развивается при приёме обычного рациона. Диагноз может быть установлен при обнаружении у пациента триады Уиппла после приёма привычной для него пищи (тест со смешанной пищей). Феномен, при котором тест со смешанной пищей не выявляет гипогликемии, называют идиопатическим постпрандиальным (негипогликемическим) синдромом.

### Идиопатическая семейная гипогликемия
Идиопати́ческая семе́йная гипогликеми́я (идиопатическая спонтанная гипогликемия, синдром Мак-Куарри) — встречается чрезвычайно редко, носит семейный характер и выявляется в первые 2 года жизни. Патогенетическая основа — повышенная чувствительность к аминокислоте L-лейцину, которая вызывает повышенную секрецию инсулина β-клетками островков поджелудочной железы и снижает скорость глюконеогенеза в печени. Клиническая картина характеризуется частыми гипогликемическими состояниями и вторичными изменениями нервной системы. Тяжесть и частота гипогликемических приступов различны. В межприступный период уровень гликемии колеблется от 2,2 до 6,6 ммоль/л. Проба с лейцином является ценным, но не строго специфическим диагностическим критерием.

### Гипогликемия новорождённых
Это понятие объединяет гипогликемии, развившиеся у детей в течение первых суток жизни. Гипогликемическое состояние чаще наблюдается у недоношенных новорождённых, родившихся в асфиксии, с наличием признаков дыхательных расстройств, гипотермией. В течение первых шести часов жизни гипогликемия часто развивается у детей, матери которых страдают сахарным диабетом или принимали препараты, снижающие уровень глюкозы в крови. Гипогликемия новорождённых — состояние требующее проведение неотложных лечебных мероприятий независимо от степени выраженности клинических проявлений. Если ликвидировать гипогликемию введением глюкозы (в том числе и внутривенно) не удаётся — применяют дробное введение гидрокортизона или внутримышечное введение глюкагона.

## Лечение
Направлено на терапию основного заболевания.
При идиопатическом постпрандиальном синдроме, как правило, эффективно назначение дробного питания с ограничением легкоусваиваемых углеводов и крепких алкогольных напитков с введением в рацион большого количества клетчатки. Из рациона следует исключить продукты, содержащие лейцин — лабораторный критерий благоприятного течения заболевания уровень гликемии 2,2 и выше.

## Прогноз
При своевременной диагностике и раннем начале лечения благоприятный.